# Children of Dune
Children of Dune is een Amerikaanse sciencefiction-miniserie gebaseerd op de boeken Duin, Duin Messias en Kinderen van Duin geschreven door Frank Herbert en werd voor het eerst uitgezonden in 2003 op Sci Fi Channel.
Het werd geproduceerd door New Amsterdam Entertainment met een budget van $ 20 miljoen. In 2003 won de serie een Emmy Award voor beste speciale effecten. De serie is het vervolg op Dune uit 2000.

## Rolverdeling
- Alec Newman als Paul Atreides / Muad'Dib
- Julie Cox als Prinses Irulan
- Ian McNeice als Baron Vladimir Harkonnen
- Steven Berkoff als Stilgar
- Daniela Amavia als Alia Atreides
- James McAvoy als Leto II Atreides
- Susan Sarandon als Prinses Wensicia
- P.H. Moriarty als Gurney Halleck
- Alice Krige als Vrouwe Jessica
- Jessica Brooks als Ghanima Atreides
- Barbora Kodetová als Chani
- Edward Atterton als Duncan Idaho
- Zuzana Geislerová als Eerwaarde Moeder Gaius Helen Mohiam
- Rik Young als Javid
- Jonathan Brüün als Farad'n Corrino